# Uxbridge
För andra betydelser, se Uxbridge (olika betydelser).

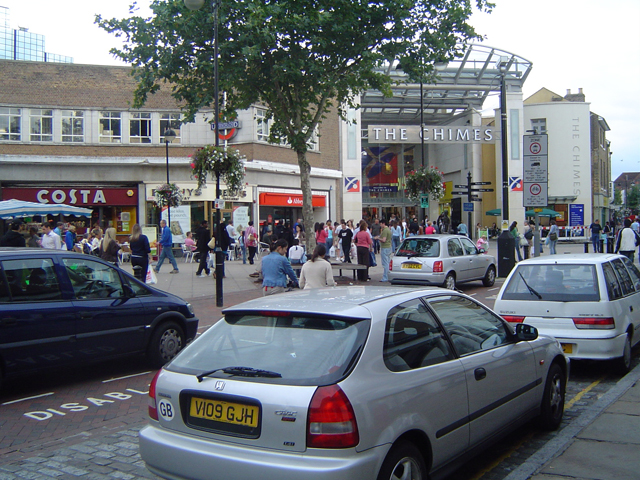
Köpcentret The Chimes på Uxbridge High Street.

Uxbridge (uttalas /'ʌksbrɪdʒ/) är en stadsdel (district) i nordvästra London nära gränsen till Buckinghamshire, tidigare en självständig stad. Stadsdelen är kommuncentrum för London Borough of Hillingdon. Den ligger 24 km västnordväst om Charing Cross och är ett av tio regionala stadscentrum i Storlondon enligt Londons översiktsplan. Stadsdelen var historiskt en by och ett handelscentrum i Hillingdons socken i grevskapet Middlesex. På grund av förortstillväxten runt London under 1900-talet växte orten, och förstärkte rollen som handelsplats. Londons tunnelbana har haft en ändstation i Uxbridge sedan 1904. Orten blev en municipal borough 1955, och en del av Storlondon 1965. Under 1960-talet byggdes också Brunel University upp i Uxbridge.